# غيلنهاوزن
غلن‌هاوزن (بالألمانية: Gelnhausen) هي بلدة في ألمانيا، وهي عاصمة Main-Kinzig-Kreis ‏ . بلغ عدد سكانها 22687  نسمة في 31 ديسمبر 2015، ورمزها البريدي هو 63571 .

## المدن التوأمة
مدن Marling و Clamecy هي مدن توأمة لـغلن‌هاوزن.

## أعلام
- تاميرا موري
- ماركوس ألفاريز
- أوسكار فيشتينغر
- يوهان فيليب ريس
- هانس ياكوب كريستوفل فون جريملسهاوزن